# 山名常豊
山名 常豊（やまな つねとよ、文正元年（1466年）-文明18年（1486年）9月）は室町時代後期の武将。守護大名・山名政豊の長男。
文明6年（1474年）4月、応仁の乱で西軍方であった父・政豊が東軍と和解して東軍方であった将軍・足利義尚に拝謁した際に、同行した8歳の子息が幼少時代の常豊であったとみられる。それから12年後に文明18年9月には「山名御曹司」が20歳で没したとする記録（『政覚大僧正記』文明18年10月13日条）があるが、政豊の他の子息は健在であり、系譜上「早世」と記録されている常豊の死去の記事であるとみられる。
常豊の死の前年である文明17年（1485年）には父・政豊が赤松氏の本国である播磨国に遠征して大敗し、一族・重臣の多くを失っており、続く常豊の死は山名氏の家中に動揺をもたらし、政豊の後継者を巡る内紛の一因となった。